# تجاری‌سازی
تجاری‌سازی، فرآیند معرفی یک محصول یا روش تولید جدید به بازرگانی است - و آن را در بازار عرضه می‌کند. این اصطلاح اغلب به ویژه به ورود به بازار انبوه (برخلاف ورود به بازارهای خاص پیشین) اشاره دارد، اما همچنین شامل حرکت از آزمایشگاه به بازرگانی (حتی محدود) نیز می‌شود. بسیاری از فناوری‌ها در یک آزمایشگاه تحقیق و توسعه یا در کارگاه یک مخترع آغاز می‌شوند و ممکن است در مراحل ابتدایی خود (به عنوان نمونه‌های اولیه) برای استفاده تجاری عملی نباشند. بخش "توسعه" از طیف "تحقیق و توسعه" نیاز به زمان و پول دارد زیرا با هدف تبدیل محصول یا روش به یک پیشنهاد تجاری سودآور سامانه‌ها مهندسی می‌شوند.
عرضه محصول یک محصول جدید مرحله پایانی توسعه محصول جدید است - در این مرحله تبلیغات، تبلیغات فروش و سایر تلاش‌های بازاریابی، پذیرش تجاری محصول یا روش را تشویق می‌کنند. فراتر از تجاری‌سازی (که در آن فناوری‌ها وارد دنیای کسب‌وکار می‌شوند) می‌تواند مصرفی‌سازی (که در آن به کالاهای مصرفی تبدیل می‌شوند، مانند زمانی که رایانه‌ها از آزمایشگاه به شرکت و سپس به خانه، جیب یا بدن رفتند) باشد.

## فرایند
ضروری است در فرایند تجاری سازی برای به دست آوردن محصول مناسب، ایده‌های بسیاری در نظر گرفته شوند. تجاری سازی فرآیندی مرحله‌ای است که هر مرحله اهداف و نقاط عطف مهم خود را دارد.

### مسائل مهم در تجاری سازی یک محصول
زمان راه‌اندازی تولید: عواملی مانند نیاز برای بهبود بیشتر محصول جدید پیشنهادی، یا شرایط نامطلوب بازار ممکن است باعث به تأخیر انداختن عرضه محصول شود.
منطقه راه‌اندازی تجارت محصول:
بنگاه‌های بازرگانی کوچکتر معمولاً در شهرها یا بازارهای جذاب تجارت محصول جدید را شروع می‌کنند، در حالی که شرکت‌های بزرگ ممکن است یکباره وارد بازارهای ملی شوند. عرضه‌های جهانی عموماً در انحصار شرکت‌های چند ملیتی باقی می‌ماند، زیرا توان لازم برای اینکار را دارند.
مصرف‌کنندگان هدف: پژوهش ها و آزمایشات بازار می‌تواند گروه مصرف‌کنندگان اصلی را شناسایی کند.
نحوه راه اندازی: یک سازمان آینده نگر باید در مورد برنامه عملی برای معرفی محصول پیشنهادی تصمیم بگیرند. این برنامه‌ با پرداختن به مسائل فوق تدوین می‌شود.